# Knut Wintzell
Daniel Knut Wintzell, född 11 december 1858 i Karlskrona, död 30 mars 1926 i Torekov, var en svensk filolog och läroverkslektor.
Wintzell blev student 1877, filosofie kandidat 1881, filosofie doktor 1889, docent i latin 1893 – allt i Lund –, var lektor i latin och grekiska 1896–1904 i Malmö och 1904–24 lektor i Helsingborg. Han utgav en skolupplaga av Horatius lyriska sånger: Carmina Quinti Horatii Flacci selecta (1892; andra upplaga 1901). Han författade även åtskilliga artiklar och pedagogiska uppsatser samt åtnjöt anseende som en framstående lärare.